# Nintendo Wi-Fi Connection
Nintendo Wi-Fi Connection (conhecido abreviadamente como WFC e em Portugal como Ligação Wi-Fi da Nintendo) foi um serviço online gratuito multijogador desenvolvido pela Nintendo aos consoles Nintendo Wii e Nintendo DS. O serviço fornecia a possibilidade de jogar online gratuitamente. Incluía o download de jogos pela Wii Shop Channel e pela Nintendo DSi Shop.
Foi lançado nos Estados Unidos em 14 de novembro de 2005, com o lançamento de Mario Kart DS e Tony Hawk's American Sk8land; na Austrália em 17 de novembro de 2005, com Mario Kart DS; no Reino Unido em 18 de novembro de 2005, com Tony Hawk's American Sk8land; na Europa em 21 de novembro de 2005, com Mario Kart DS e Tony Hawk's American Sk8land; e no Japão em 23 de novembro de 2005, com o lançamento de Animal Crossing: Wild World. No dia 30 de maio de 2007, o serviço já tinha sido acessado mais de 200 milhões de vezes, através de 5 milhões de usuários pelo mundo todo.
Em 2012, o serviço foi sucedido pelo Nintendo Network. Este novo sistema online unificou as plataformas 3DS e Wii U e substituiu os friend codes, fornecendo conteúdo para download pago, um sistema multijogador estilo comunidade online e contas pessoais.
Basicamente, o Wii também usa a mesma WFC do DS, que serve para acessar alguns menus do console e jogar alguns jogos online. O primeiro jogo de Wii desenvolvido para a WFC foi Pokémon Battle Revolution.
O serviço foi encerrado no dia 20 de maio de 2014, exceto para certos jogos da marca Nintendo WFC, Nintendo DSi Shop e Nintendo Wii Shop Channel (que foram encerrados mais tarde, em 31 de março de 2017 e 30 de janeiro de 2019, respectivamente).

## Pay & Play
Em 2008, a Nintendo anunciou um novo recurso para a Wi-Fi Connection, chamado de Pay & Play. Jogos que usam o recurso Pay & Play talvez tenham conteúdo adicional para download (DLC) ou serviços que requerem taxas extras. Essas taxas serão pagas através do Nintendo Points. Um logotipo vermelho especial do Wi-fi Connection com as palavras "Pay & Play" é usado para distinguir estes jogos daqueles com o normal Wi-Fi grátis.
Os primeiros jogos de recurso Pay & Play foram lançados no Japão como parte da WiiWare no dia 25 de março de 2008. Final Fantasy Crystal Chronicles: My Life as a King, Kotoba No Puzzle Mojipittan Wii e Lonpos, cada um tinha conteúdo para download disponível de 100 a 800 Wii Points. Os primeiros títulos de varejo para Wii que tinham a funcionalidade Pay & Play foram Samba de Amigo, Guitar Hero: World Tour e Rock Band 2.

## Conexão

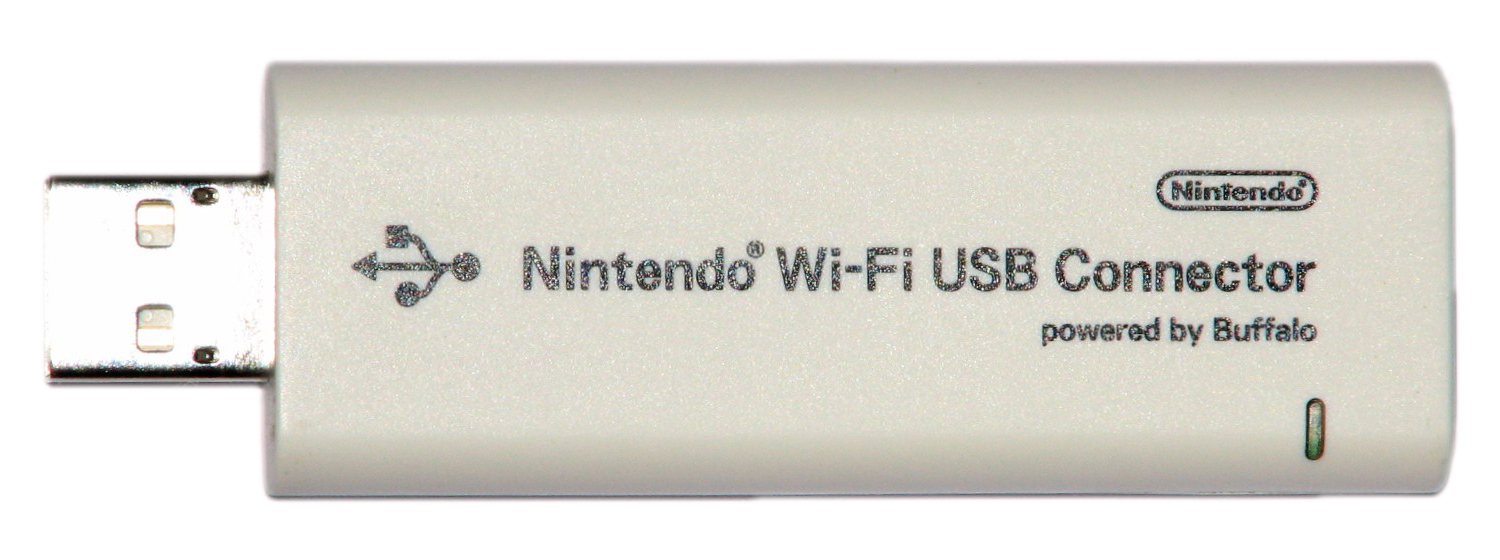
O Nintendo Wi-Fi USB Connector

O Nintendo DS possui uma conexão wireless IEEE 802.11; e um jogador pode acessar o serviço através de qualquer conexão Wi-Fi compatível. Isso inclui hotspots públicos e roteadores sem fio 802.11b ou 802.11g. Entrando nas configurações da Nintendo Wi-Fi Connection, o jogador pode definir até três diferentes conexões de internet sem fio. Uma conexão pode ser identificada automaticamente em alguns roteadores, especialmente nos que são compatíveis com AOSS. O usuário também poderá configurar manualmente a conexão. O Nintendo DS suporta segurança WEP, mas não WPA. Em adição às três conexões, o Nintendo DS ainda pode se conectar através do Nintendo Wi-Fi USB Connector.

### Nintendo Wi-Fi USB Connector
O Nintendo Wi-Fi USB Connector suporta somente computadores com o sistema operacional Windows XP; no entanto, alguns usuários têm conseguido conectá-lo através do sistema operacional Mac OS X. Não é necessário utilizar internet banda larga, mas é altamente recomendável para evitar travamentos durante o jogo.
A Nintendo não dá mais suporte ao produto.

## Funcionamento
Jogos desenvolvidos para utilizar a Nintendo Wi-Fi Connection oferecem partidas online integradas ao jogo. Após selecionar Nintendo Wi-Fi Connection nas opções do jogo, o aparelho se conecta ao serviço. Simplicidade e velocidade de iniciar uma partida parece ser o foco da Nintendo. Por exemplo, em Mario Kart DS, os jogadores selecionam a opção multiplayer online, então ele poderá escolher jogar com outras pessoas com suas mesmas habilidades, com amigos, com pessoas de sua região ou jogar com pessoas ao redor do mundo. O usuário também poderá usar um apelido diferente para cada partida que ele jogar online.

### Friend codes
Friend code (código amigo) é o endereço específico para o cartucho e aparelho de cada jogador que utiliza a Nintendo Wi-Fi Connection. Cada friend code é a combinação do jogo e do Nintendo DS na qual o jogo está inserido. Se você utiliza seu jogo no Wi-Fi em um Nintendo DS diferente, seu friend code irá mudar; e irá continuar mudando cada vez que você utilizar um Nintendo DS diferente. Os códigos são definidos um por jogador, por jogo; os códigos permitem ao jogador salvar uma lista de amigos que possuem o mesmo jogo e jogar com eles quando ambos estiverem online. Os códigos vêm em diferentes formatos em diferentes jogos. Por exemplo, os códigos de Mario Kart DS e Tetris DS são seis dígitos seguidos por mais uma linha de seis dígitos, enquanto Animal Crossing: Wild World utiliza códigos de três grupos de quatro dígitos separados por hifens. Friend codes em Mario Kart DS e Tony Hawk's American Sk8land permitem ao jogador procurar por jogadores que estão em sua lista de amigos ou por jogadores que possuem o mesmo jogo. Em Animal Crossing: Wild World, friend codes são totalmente necessários para visitar outra cidade via Wi-Fi Connection, provavelmente devido à preocupação da Nintendo com privacidade ou vandalismo potencial nas cidades do jogo que podem ocorrer com visitantes desconhecidos. Adicionar um amigo também permite bate-papo com texto ou voz, como no caso de Metroid Prime: Hunters e Animal Crossing: Wild World. Em Animal Crossing: Wild World, todos os códigos Wi-Fi que você obter são armazenados em seu Friend Roster; assim, você pode manter a lista de cidades visitadas.
No dia 18 de julho de 2006, uma página vazou no site oficial da Nintendo, afirmando que o Wii utilizará a Nintendo Wi-Fi Connection da mesma maneira que o Nintendo DS, com o sistema de Friend Codes e gratuitamente.

### Rivais
O conceito Rivals foi primeiramente introduzido em Metroid Prime: Hunters. A opção Rivals elimina muitos problemas com Friend Codes. Após cada jogo, os jogadores têm a opção de adicionar um ao outro como rivais. Se ambos os jogadores concordarem, eles são adicionados à lista de rivais. Futuramente, os rivais têm a opção de jogar juntos novamente. No caso de Metroid Prime, os rivais podem usar modos de jogo e opções avançadas que não estão disponíveis em jogos online regulares. Uma desvantagem é o fato de que os rivais não podem conversar um com o outro. Por outro lado, os rivais conectam e jogam da mesma maneira que amigos.
Note que há a opção "Rivals" em Mario Kart DS, mas que não atua da mesma forma que foi descrita acima; ao invés disso, esta opção permite ao jogador partidas contra jogadores com o mesmo nível/habilidade que foi determinado no modo de um jogador.
Outro jogo com o mesmo conceito é o The Legend of Zelda: Phantom Hourglass

### Número Wii
O número Wii é um identificador único para cada console Wii que funciona de maneira parecida com o Friend Code. O número Wii está disponível na opção Address book, dentro do Message board do console Wii; e permite que outros números Wii possam ser registrados. A troca mútua de números Wii permite a troca de mensagens, SMS, fotos e Miis entre os Wiis em questão. O Wii também pode enviar e receber e-mails para praticamente qualquer e-mail apenas enviando um e-mail de requisição que contém um link que, quando clicado, ativa futuras comunicações bidirecionais.

## Jogos
Lista incompleta – para uma lista completa, consulte os artigos List of Nintendo DS Wi-Fi games, para jogos de Nintendo DS; e List of Wii Wi-Fi games, para jogos de Wii
- Animal Crossing: Wild World
- Bleach DS: Souten ni Kakeru Unmei (Japão)
- Castlevania: Portrait of Ruin
- Clubhouse Games
- Contact
- Custom Robo Arena
- Call of Duty : Modern Warfare 3 : Defiance
- Diddy Kong Racing DS
- Dragon Ball Z: Budokai Tenkaichi 3
- DS Air
- Final Fantasy III
- Jump Ultimate Stars (Japão)
- Konductra
- LostMagic
- Magical Starsign
- Mario & Sonic at the Olympic Games
- Mario Kart DS
- Mario Kart Wii
- Mario vs. Donkey Kong 2: March of the Minis
- Mario Sports Mix
- Mario Strikers Charged
- Marvel Trading Card Game
- Metroid Prime: Hunters
- Nanostray 2
- Picross DS
- Pokémon Battle Revolution
- Pokémon HeartGold & SoulSilver
- Pokémon Diamond & Pearl
- Pokémon Mystery Dungeon 2
- Pokémon Platinum
- Rayman Raving Rabbids 2
- Ryusei no Rockman
- Super Smash Bros. Brawl
- Star Fox Command
- Tenchu: Dark Secret
- Tetris DS
- Tony Hawk's American Sk8land
- Tony Hawk's Downhill Jam
- Winning Eleven Pro Evolution Soccer
- Yoshi's Island DS

## Website oficial
A Nintendo criou o Site Oficial Nintendo Wi-Fi Connection como portal para os jogadores observarem o serviço, solução de problemas e muito mais. O website possui estatísticas ao vivo, dados dos servidores, records de maiores pontuações e status do serviço.

## Desligamento
A Nintendo desligou os serviços da Nintendo Wi-Fi Connetion para Wii e DS no dia 20 de maio de 2014. Um dos motivos foi a preparação do modo online de novos jogos, como Mario Kart 8 e Super Smash Bros. para Nintendo 3DS e Wii U, além do desligamento dos servidores do site GameSpy. Com isso, jogos publicados pela Nintendo tiveram seus recursos online desativados; e apenas títulos publicados por ela serão afetados com a desativação. Serviços pagos, as lojas virtuais Wii Shop Channel e DSi Shop; e jogos que usam a Nintendo Wi-Fi Connection Pay & Play não serão afetados, nem serviços ou jogos de terceiros, como YouTube e Netflix.
Aqui estão todos os títulos com o serviço desligado:
Nintendo DS
- 100 Classic Books
- Animal Crossing: Wild World
- Advance Wars: Days of Ruin
- Clubhouse Games
- Custom Robo Arena
- Diddy Kong Racing DS
- Dragon Quest IX: Sentinels of the Starry Skies
- Dragon Quest Monsters: Joker 2
- Fire Emblem: Shadow Dragon
- Fossil Fighters: Champions
- Legend of Zelda: Phantom Hourglass
- Mario Kart DS
- Mario vs. Donkey Kong 2: March of the Minis
- Mario vs. Donkey Kong: Mini-Land Mayhem
- Metroid Prime Hunters
- Personal Trainer: Walking
- Picross 3D
- Picross DS
- Planet Puzzle League
- Pokémon Black Version
- Pokémon Black Version 2
- Pokémon Diamond Version
- Pokémon HeartGold Version
- Pokémon Mystery Dungeon: Explorers of Darkness
- Pokémon Mystery Dungeon: Explorers of Sky
- Pokémon Mystery Dungeon: Explorers of Time
- Pokémon Pearl Version
- Pokémon Platinum Version
- Pokémon Ranger: Guardian Signs
- Pokémon Ranger: Shadows of Almia
- Pokémon SoulSilver Version
- Pokémon White Version
- Pokémon White Version 2
- Professor Layton and the Curious Village
- Professor Layton and the Diabolical Box
- Professor Layton and the Last Specter
- Professor Layton and the Unwound Future
- Star Fox Command
- Style Savvy
- Tenchu: Dark Secret
- Tetris DS
- WarioWare DIY

DSiWare
- Mario vs. Donkey Kong: Minis March Again!
- Metal Torrent
- Number Battle

Wii
- Animal Crossing: City Life
- Battalion Wars 2
- Endless Ocean
- Endless Ocean 2: Adventures of the Deep
- Excitebots: Trick Racing
- Fortune Street
- Mario Kart Wii
- Mario Sports Mix
- Mario Strikers Charged
- Pokémon Battle Revolution
- Samurai Warriors 3
- Sin & Punishment: Star Successor
- Super Smash Brothers Brawl
- Wii Music*

WiiWare
- Dr. Mario Online RX
- Excitebike: World Rally
- LONPOS
- Maboshi's Arcade
- My Pokémon Ranch
- ThruSpace
- WarioWare DIY

Outros
- Wii Speak**
- Wii Speak Channel**

(*) Serviços do jogo que necessitavam de comunicação com a Internet foram encerrados em 28 de junho de 2013.
(**) Como a Nintendo Wi-Fi Connection é necessária para usar este título, ele não poderá mais ser usado.